# Tryphon duplicatus
Tryphon duplicatus là một loài tò vò trong họ Ichneumonidae.